# Omicidi di Wonderland Avenue
Gli omicidi di Wonderland Avenue sono una delle pagine più oscure della storia del crimine statunitense. Si trattò di un regolamento di conti, forse vendetta per una precedente rapina in casa del criminale Eddie Nash, che portò all'uccisione di 4 esponenti di spicco della banda di Wonderland e a seguito di ciò, il suo conseguente scioglimento.

## Gli omicidi
Personaggio chiave nello svolgersi dei fatti fu il porno attore John Holmes, accusato e poi assolto per gli omicidi. Nash e Holmes erano grandi amici; Nash presentò con piacere i suoi soci ad Holmes, che era molto noto come interprete del personaggio del cinema per adulti "Johnny Wadd". Tuttavia nel 1981, la stella del cinema a luci rosse cominciò la sua caduta, e presto la sua disperazione lo portò a diventare dipendente dall'uso di cocaina.
Nel tentativo di saldare un debito di droga con il suo spacciatore, Ron Launius, capo della temuta banda che dominava il controllo del commercio della cocaina a Los Angeles nel 1981, Holmes contribuì ad organizzare una rapina a casa di Nash, dove lo stesso Nash e la sua guardia del corpo furono brutalmente aggrediti ed umiliati.
Due giorni più tardi, Launius ed altre 3 persone furono trovate uccise a colpi di spranghe nella loro abitazione, al numero 8763 di Wonderland Avenue, nel quartiere di Laurel Canyon. Holmes fu invece risparmiato. Restarono uccisi Ron Launius, Billy Deverell, Joy Miller e Barbara Richardson, mentre Susan Launius, moglie di Ron, rimase gravemente ferita.

## Indagini

### Ruolo di Eddie Nash
Eddie Nash fin dall'inizio fu uno dei primi indagati in relazione al quadruplice omicidio. Nash all'epoca dei fatti era un ricco imprenditore che gestiva una catena di locali notturni e pare avesse contatti con il mondo della criminalità organizzata, dalla quale riceveva aiuto per gli affari in cambio di favori. Relazioni ufficiali del Los Angeles Police Department (LAPD), riportano che la scena del delitto era più sanguinosa degli omicidi "Tate & LaBianca" compiuti da Charles Manson. Durante una perquisizione della polizia nella casa di Nash nei giorni seguenti agli omicidi fu rinvenuta una grande quantità di cocaina. Nash venne condannato ad 8 anni di prigione, ma un giudice lo liberò dopo 2 anni, per motivi di salute. Un socio di Nash in seguito ammise che corruppero il giudice con circa 100.000 dollari.
Nel 1990 Nash fu accusato di essere il mandante degli omicidi; la giuria si pronunciò con il risultato di 11 a 1, a favore di Nash; Nash ammise in seguito di aver corrotto anche l'unica persona che lo dichiarava colpevole, una giovane donna, con una tangente da 50.000 dollari. Il processo si concluse con l'assoluzione. Negli anni novanta, la legge continuò a perseguire Nash. Nel 1995, durante una serie di inchieste contro i personaggi noti del crimine organizzato, gli agenti federali armati di permessi di perquisizione entrarono in casa sua sequestrando presunte dosi di metamfetamina. Si scoprì poi che si trattava solo di palline di naftalina, e non ci furono condanne per Nash.
Nel 2000, dopo 4 anni di indagini da parte della polizia locale e federale, Nash fu arrestato e accusato di spaccio di droga e riciclaggio di denaro sporco, implicazione nel quadruplice Omicidio di Wonderland Avenue, e corruzione di uno dei giurati del suo processo. Nash, già settantenne e malato di enfisema polmonare nonché di altre varie malattie, accettò il patteggiamento nel settembre 2001, dichiarandosi colpevole di spaccio di droga, riciclaggio di denaro sporco e corruzione della giuria. Ammise inoltre di aver ordinato ai suoi soci di recarsi a casa di Launius per recuperare gli oggetti rubati durante la rapina subita, negando però di avere organizzato anche gli omicidi che si erano poi verificati. Accettò inoltre di collaborare con la polizia. Venne condannato a 4 anni e mezzo di reclusione (compreso il tempo già trascorso in cella) e a pagare una multa di 250.000 dollari. Viene rilasciato nel 2002, vivendo poi a Los Angeles da uomo libero.

### Ruolo di John Holmes
All'epoca delle vicende, John Holmes, celebre icona del cinema porno, era affetto da una grave tossicodipendenza che lo aveva portato nel tempo a mettere in secondo piano la carriera artistica in favore di piccoli crimini atti a fruttargli denaro per la compravendita della droga necessaria al suo fabbisogno personale ormai esagerato. Così facendo Holmes si avventurò nel mondo del crimine, spacciando droga per conto delle bande criminali, prostituendosi sia agli uomini che alle donne, compiendo frodi con carte di credito rubate, e commettendo piccoli furti.
Holmes aveva maturato una stretta amicizia con il trafficante di droga Eddie Nash, che gli forniva cocaina, eroina ed altre droghe. Contemporaneamente John aveva degli stretti legami con la banda di Wonderland, e spesso spacciava droga per loro. Nel 1981, dopo aver rubato un paio di partite di droga, Holmes si trovò nei guai con la banda di Wonderland. Probabilmente per vedersi risparmiata la vita, raccontò ai capi della banda della grande quantità di droga, denaro e gioielli che Eddie Nash aveva in casa, aiutandoli a preparare una rapina.
Dopo la rapina, si ritiene che Eddie Nash sospettò il coinvolgimento di John Holmes, e che - dopo averlo fatto confessare - pretese vendetta contro la banda di Wonderland. Poco tempo dopo quattro membri della banda furono trovati barbaramente uccisi a bastonate in quelli che sono conosciuti come gli omicidi di Wonderland. Le impronte insanguinate di Holmes furono trovate sulla spalliera di un letto, e così il porno-attore fu arrestato in relazione agli omicidi e passò sei mesi in prigione, non avendo i soldi per pagare la cauzione. In seguito fu assolto dall'accusa di omicidio, ma si rifiutò sempre di dire alle autorità quello che sapeva riguardo al caso, passando un periodo in prigione per oltraggio alla corte.
Dopo il processo, Holmes raccontò in alcune interviste che durante la sua permanenza in prigione era stato prelevato da alcuni ufficiali del carcere e portato in una cella di isolamento, dove sarebbe stato costretto a sodomizzare altri carcerati che avevano contravvenuto alle regole del carcere, o a fare dei non meglio specificati favori alle guardie carcerarie in cambio di speciali privilegi, che includevano ore extra per le visite.